# Gran Premio motociclistico di Catalogna 2022
Il Gran Premio motociclistico di Catalogna 2022 è stato la nona prova del motomondiale del 2022. Le vittorie nelle tre classi sono andate a: Fabio Quartararo in MotoGP, Celestino Vietti in Moto2 e Izan Guevara in Moto3.

## MotoGP

### Arrivati al traguardo
| Pos. | Nº | Pilota            | Squadra                     | Motocicletta       | Giri | Tempo     | Griglia | Punti |
| ---- | -- | ----------------- | --------------------------- | ------------------ | ---- | --------- | ------- | ----- |
| 1º   | 20 | Fabio Quartararo  | Monster Energy Yamaha       | Yamaha YZR-M1      | 24   | 40'29.360 | 3º      | 25    |
| 2º   | 89 | Jorge Martín      | Prima Pramac Racing         | Ducati Desmosedici | 24   | +6.473    | 6º      | 20    |
| 3º   | 5  | Johann Zarco      | Prima Pramac Racing         | Ducati Desmosedici | 24   | +8.385    | 4º      | 16    |
| 4º   | 36 | Joan Mir          | Suzuki Ecstar               | Suzuki GSX-RR      | 24   | +11.481   | 17º     | 13    |
| 5º   | 41 | Aleix Espargaró   | Aprilia Racing              | Aprilia RS-GP      | 24   | +14.395   | 1º      | 11    |
| 6º   | 10 | Luca Marini       | Mooney VR46 Racing          | Ducati Desmosedici | 24   | +15.430   | 9º      | 10    |
| 7º   | 12 | Maverick Viñales  | Aprilia Racing              | Aprilia RS-GP      | 24   | +15.975   | 8º      | 9     |
| 8º   | 33 | Brad Binder       | Red Bull KTM Factory Racing | KTM RC16           | 24   | +21.436   | 15º     | 8     |
| 9º   | 88 | Miguel Oliveira   | Red Bull KTM Factory Racing | KTM RC16           | 24   | +26.800   | 16º     | 7     |
| 10º  | 73 | Álex Márquez      | LCR Honda Castrol           | Honda RC213V       | 24   | +30.460   | 25º     | 6     |
| 11º  | 87 | Remy Gardner      | Tech3 KTM Factory Racing    | KTM RC16           | 24   | +32.443   | 20º     | 5     |
| 12º  | 40 | Darryn Binder     | WithU Yamaha RNF            | Yamaha YZR-M1      | 24   | +32.881   | 23º     | 4     |
| 13º  | 21 | Franco Morbidelli | Monster Energy Yamaha       | Yamaha YZR-M1      | 24   | +33.168   | 18º     | 3     |
| 14º  | 43 | Jack Miller       | Ducati Lenovo               | Ducati Desmosedici | 24   | +34.693   | 11º     | 2     |
| 15º  | 25 | Raúl Fernández    | Tech3 KTM Factory Racing    | KTM RC16           | 24   | +37.844   | 24º     | 1     |
| 16º  | 51 | Michele Pirro     | Aruba.it Racing             | Ducati Desmosedici | 24   | +44.533   | 22º     |       |
| 17º  | 44 | Pol Espargaró     | Repsol Honda                | Honda RC213V       | 24   | +46.199   | 10º     |       |

### Ritirati
| Nº | Pilota                | Squadra            | Motocicletta       | Giri | Griglia |
| -- | --------------------- | ------------------ | ------------------ | ---- | ------- |
| 4  | Andrea Dovizioso      | WithU Yamaha RNF   | Yamaha YZR-M1      | 17   | 19º     |
| 49 | Fabio Di Giannantonio | Gresini Racing     | Ducati Desmosedici | 8    | 5º      |
| 23 | Enea Bastianini       | Gresini Racing     | Ducati Desmosedici | 7    | 14º     |
| 72 | Marco Bezzecchi       | Mooney VR46 Racing | Ducati Desmosedici | 5    | 13º     |
| 63 | Francesco Bagnaia     | Ducati Lenovo      | Ducati Desmosedici | 1    | 2º      |
| 42 | Álex Rins             | Suzuki Ecstar      | Suzuki GSX-RR      | 0    | 7º      |
| 30 | Takaaki Nakagami      | LCR Honda Idemitsu | Honda RC213V       | 0    | 12º     |
| 6  | Stefan Bradl          | Repsol Honda       | Honda RC213V       | 0    | 21º     |

## Moto2

### Arrivati al traguardo
| Pos. | Nº | Pilota                  | Squadra                       | Motocicletta | Giri | Tempo     | Griglia | Punti |
| ---- | -- | ----------------------- | ----------------------------- | ------------ | ---- | --------- | ------- | ----- |
| 1º   | 13 | Celestino Vietti        | Mooney VR46 Racing            | Kalex        | 22   | 38'42.958 | 1º      | 25    |
| 2º   | 40 | Arón Canet              | Flexbox HP40                  | Kalex        | 22   | +0.081    | 2º      | 20    |
| 3º   | 37 | Augusto Fernández       | Red Bull KTM Ajo              | Kalex        | 22   | +0.522    | 8º      | 16    |
| 4º   | 96 | Jake Dixon              | Inde GasGas Aspar             | Kalex        | 22   | +0.646    | 4º      | 13    |
| 5º   | 23 | Marcel Schrötter        | Liqui Moly Intact GP          | Kalex        | 22   | +1.470    | 9º      | 11    |
| 6º   | 51 | Pedro Acosta            | Red Bull KTM Ajo              | Kalex        | 22   | +6.298    | 12º     | 10    |
| 7º   | 79 | Ai Ogura                | Idemitsu Honda Team Asia      | Kalex        | 22   | +6.320    | 10º     | 9     |
| 8º   | 21 | Alonso López            | Lightech Speed Up             | Boscoscuro   | 22   | +7.229    | 11º     | 8     |
| 9º   | 18 | Manuel González         | Yamaha VR46 Master Camp       | Kalex        | 22   | +10.746   | 14º     | 7     |
| 10º  | 14 | Tony Arbolino           | Elf Marc VDS Racing           | Kalex        | 22   | +12.056   | 18º     | 6     |
| 11º  | 19 | Lorenzo Dalla Porta     | Italtrans Racing              | Kalex        | 22   | +12.614   | 15º     | 5     |
| 12º  | 35 | Somkiat Chantra         | Idemitsu Honda Team Asia      | Kalex        | 22   | +13.206   | 19º     | 4     |
| 13º  | 64 | Bo Bendsneyder          | Pertamina Mandalika SAG       | Kalex        | 22   | +18.335   | 7º      | 3     |
| 14º  | 9  | Jorge Navarro           | Flexbox HP40                  | Kalex        | 22   | +18.495   | 16º     | 2     |
| 15º  | 54 | Fermín Aldeguer         | Lightech Speed Up             | Boscoscuro   | 22   | +19.894   | 20º     | 1     |
| 16º  | 62 | Stefano Manzi           | Yamaha VR46 Master Camp       | Kalex        | 22   | +21.721   | 22º     |       |
| 17º  | 7  | Barry Baltus            | RW Racing GP                  | Kalex        | 22   | +22.269   | 17º     |       |
| 18º  | 52 | Jeremy Alcoba           | Liqui Moly Intact GP          | Kalex        | 22   | +22.513   | 26º     |       |
| 19º  | 28 | Niccolò Antonelli       | Mooney VR46 Racing            | Kalex        | 22   | +36.869   | 25º     |       |
| 20º  | 84 | Zonta van den Goorbergh | RW Racing GP                  | Kalex        | 22   | +37.020   | 24º     |       |
| 21º  | 4  | Sean Dylan Kelly        | American Racing               | Kalex        | 22   | +38.420   | 29º     |       |
| 22º  | 24 | Simone Corsi            | MV Agusta Forward Racing      | MV Agusta F2 | 22   | +45.612   | 27º     |       |
| 23º  | 74 | Piotr Biesiekirski      | Pertamina Mandalika SAG Euvic | Kalex        | 22   | +47.326   | 31º     |       |
| 24º  | 42 | Marcos Ramírez          | MV Agusta Forward Racing      | MV Agusta F2 | 22   | +54.598   | 30º     |       |

### Ritirati
| Nº | Pilota             | Squadra                 | Motocicletta | Giri | Griglia |
| -- | ------------------ | ----------------------- | ------------ | ---- | ------- |
| 75 | Albert Arenas      | Inde GasGas Aspar       | Kalex        | 19   | 5º      |
| 22 | Sam Lowes          | Elf Marc VDS Racing     | Kalex        | 19   | 6º      |
| 61 | Alessandro Zaccone | Gresini Racing          | Kalex        | 14   | 28º     |
| 16 | Joe Roberts        | Italtrans Racing        | Kalex        | 10   | 3º      |
| 6  | Cameron Beaubier   | American Racing         | Kalex        | 4    | 23º     |
| 12 | Filip Salač        | Gresini Racing          | Kalex        | 3    | 13º     |
| 55 | Alex Toledo        | Pertamina Mandalika SAG | Kalex        | 2    | 21º     |

## Moto3

### Arrivati al traguardo
| Pos. | Nº | Pilota            | Squadra                   | Motocicletta  | Giri | Tempo     | Griglia | Punti |
| ---- | -- | ----------------- | ------------------------- | ------------- | ---- | --------- | ------- | ----- |
| 1º   | 28 | Izan Guevara      | Valresa GasGas Aspar      | Gas Gas       | 21   | 38'22.351 | 3º      | 25    |
| 2º   | 44 | David Muñoz       | Boé Motorsports           | KTM RC 250 GP | 21   | +1.975    | 20º     | 20    |
| 3º   | 24 | Tatsuki Suzuki    | Leopard Racing            | Honda NSF250R | 21   | +1.985    | 10º     | 16    |
| 4º   | 11 | Sergio García     | Valresa GasGas Aspar      | Gas Gas       | 21   | +2.036    | 7º      | 13    |
| 5º   | 53 | Deniz Öncü        | Red Bull KTM Tech3        | KTM RC 250 GP | 21   | +2.752    | 2º      | 11    |
| 6º   | 99 | Carlos Tatay      | CFMoto Racing PrüstelGP   | CFMoto        | 21   | +3.134    | 18º     | 10    |
| 7º   | 17 | John McPhee       | Sterilgarda Husqvarna Max | Husqvarna     | 21   | +3.341    | 11º     | 9     |
| 8º   | 5  | Jaume Masiá       | Red Bull KTM Ajo          | KTM RC 250 GP | 21   | +3.633    | 14º     | 8     |
| 9º   | 31 | Adrián Fernández  | Red Bull KTM Tech3        | KTM RC 250 GP | 21   | +5.285    | 24º     | 7     |
| 10º  | 43 | Xavier Artigas    | CFMoto Racing PrüstelGP   | CFMoto        | 21   | +5.555    | 21º     | 6     |
| 11º  | 54 | Riccardo Rossi    | SIC58 Squadra Corse       | Honda NSF250R | 21   | +7.626    | 6º      | 5     |
| 12º  | 66 | Joel Kelso        | CIP Green Power           | KTM RC 250 GP | 21   | +9.215    | 9º      | 4     |
| 13º  | 18 | Matteo Bertelle   | QJMotor Avintia Racing    | KTM RC 250 GP | 21   | +11.325   | 12º     | 3     |
| 14º  | 19 | Scott Ogden       | VisionTrack Racing        | Honda NSF250R | 21   | +11.379   | 13º     | 2     |
| 15º  | 27 | Kaito Toba        | CIP Green Power           | KTM RC 250 GP | 21   | +24.644   | 8º      | 1     |
| 16º  | 82 | Stefano Nepa      | Angeluss MTA              | KTM RC 250 GP | 21   | +25.007   | 25º     |       |
| 17º  | 23 | Elia Bartolini    | QJMotor Avintia Racing    | KTM RC 250 GP | 21   | +25.036   | 23º     |       |
| 18º  | 48 | Iván Ortolá       | Angeluss MTA              | KTM RC 250 GP | 21   | +25.165   | 28º     |       |
| 19º  | 63 | Syarifuddin Azman | VisionTrack Racing        | Honda NSF250R | 21   | +25.210   | 26º     |       |
| 20º  | 20 | Lorenzo Fellon    | SIC58 Squadra Corse       | Honda NSF250R | 21   | +25.239   | 4º      |       |
| 21º  | 6  | Ryusei Yamanaka   | MT Helmets - MSI          | KTM RC 250 GP | 21   | +40.387   | 5º      |       |
| 22º  | 22 | Ana Carrasco      | Boé Motorsports           | KTM RC 250 GP | 21   | +58.048   | 29º     |       |

### Ritirati
| Nº | Pilota         | Squadra                   | Motocicletta  | Giri | Griglia |
| -- | -------------- | ------------------------- | ------------- | ---- | ------- |
| 89 | Marcos Uriarte | Rivacold Snipers          | Honda NSF250R | 15   | 27º     |
| 16 | Andrea Migno   | Rivacold Snipers          | Honda NSF250R | 14   | 15º     |
| 70 | Joshua Whatley | VisionTrack Racing        | Honda NSF250R | 12   | 30º     |
| 72 | Taiyo Furusato | Honda Team Asia           | Honda NSF250R | 9    | 22º     |
| 38 | David Salvador | Sterilgarda Husqvarna Max | Husqvarna     | 8    | 16º     |
| 96 | Daniel Holgado | Red Bull KTM Ajo          | KTM RC 250 GP | 8    | 17º     |
| 64 | Mario Aji      | Honda Team Asia           | Honda NSF250R | 8    | 19º     |
| 7  | Dennis Foggia  | Leopard Racing            | Honda NSF250R | 6    | 1º      |